# Karl Friedrich Moest

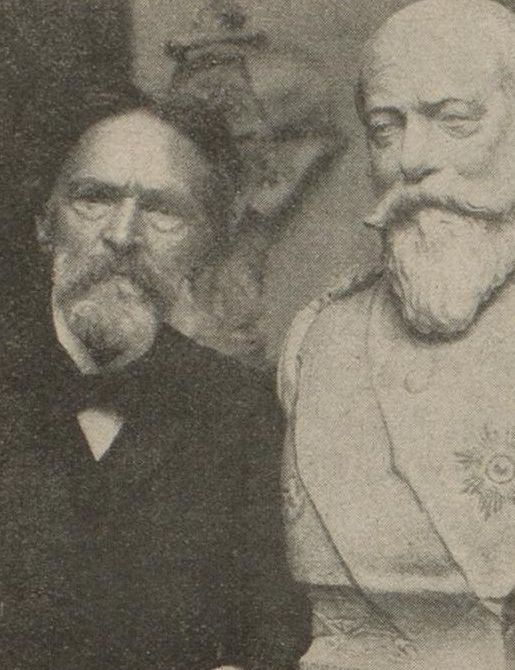
Karl Friedrich Moest, um 1913

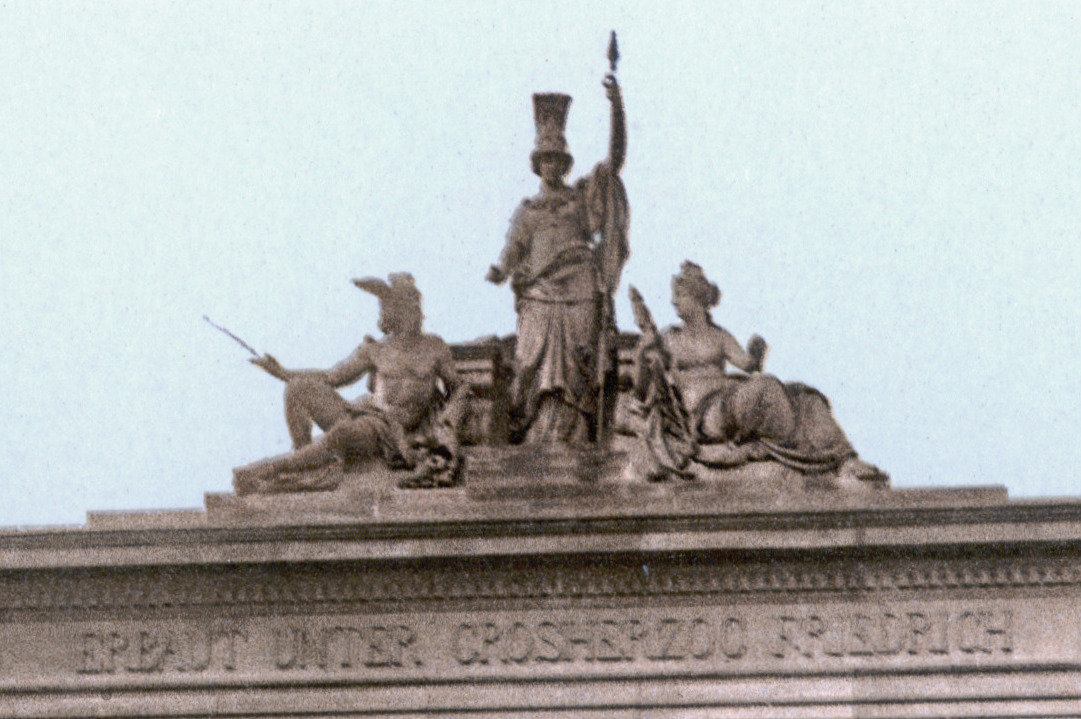
Minerva auf der im Zweiten Weltkrieg zerstörten Eisenbahnbrücke Mannheim

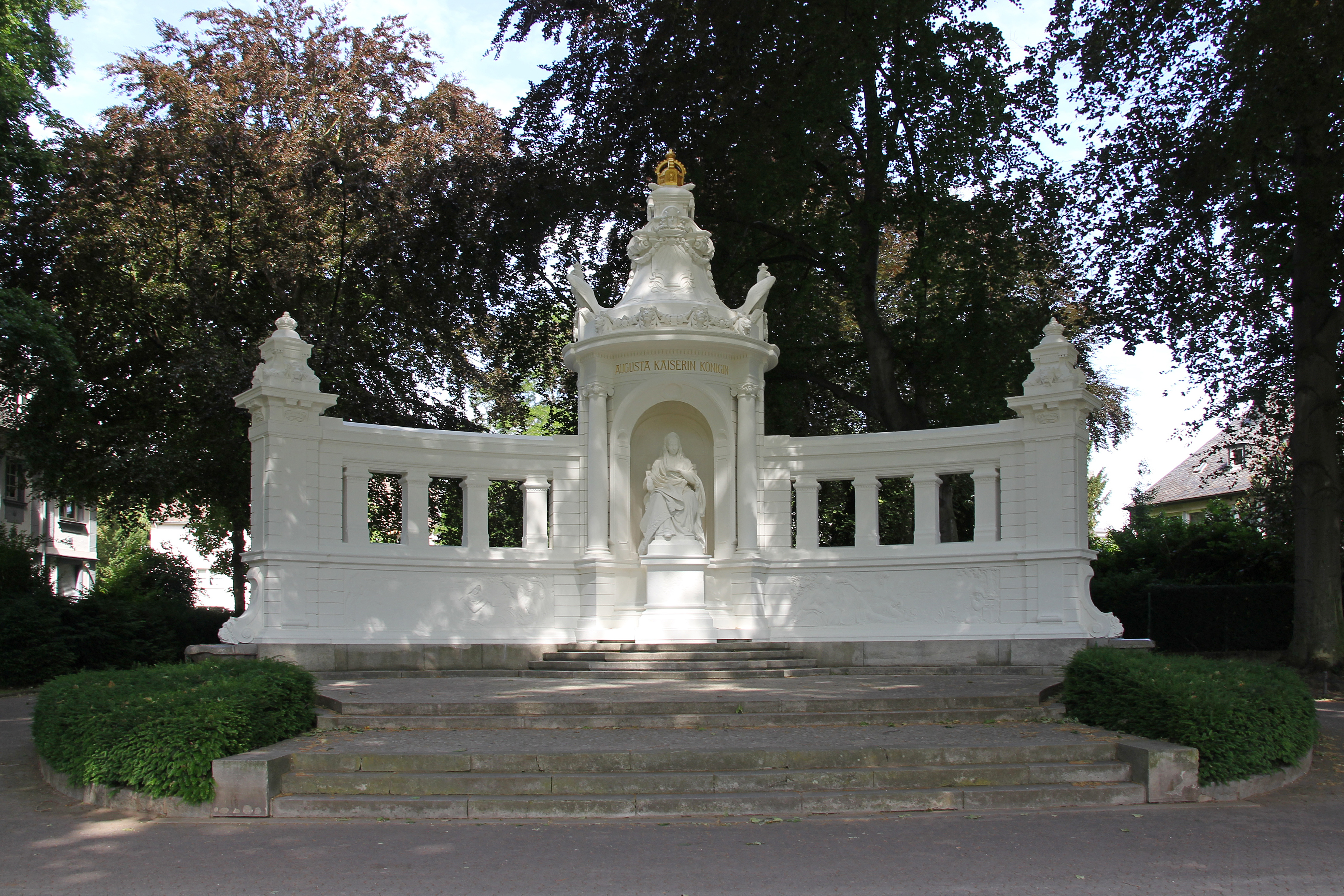
Das Kaiserin-Augusta-Denkmal in den Koblenzer Rheinanlagen (zusammen mit Bruno Schmitz)

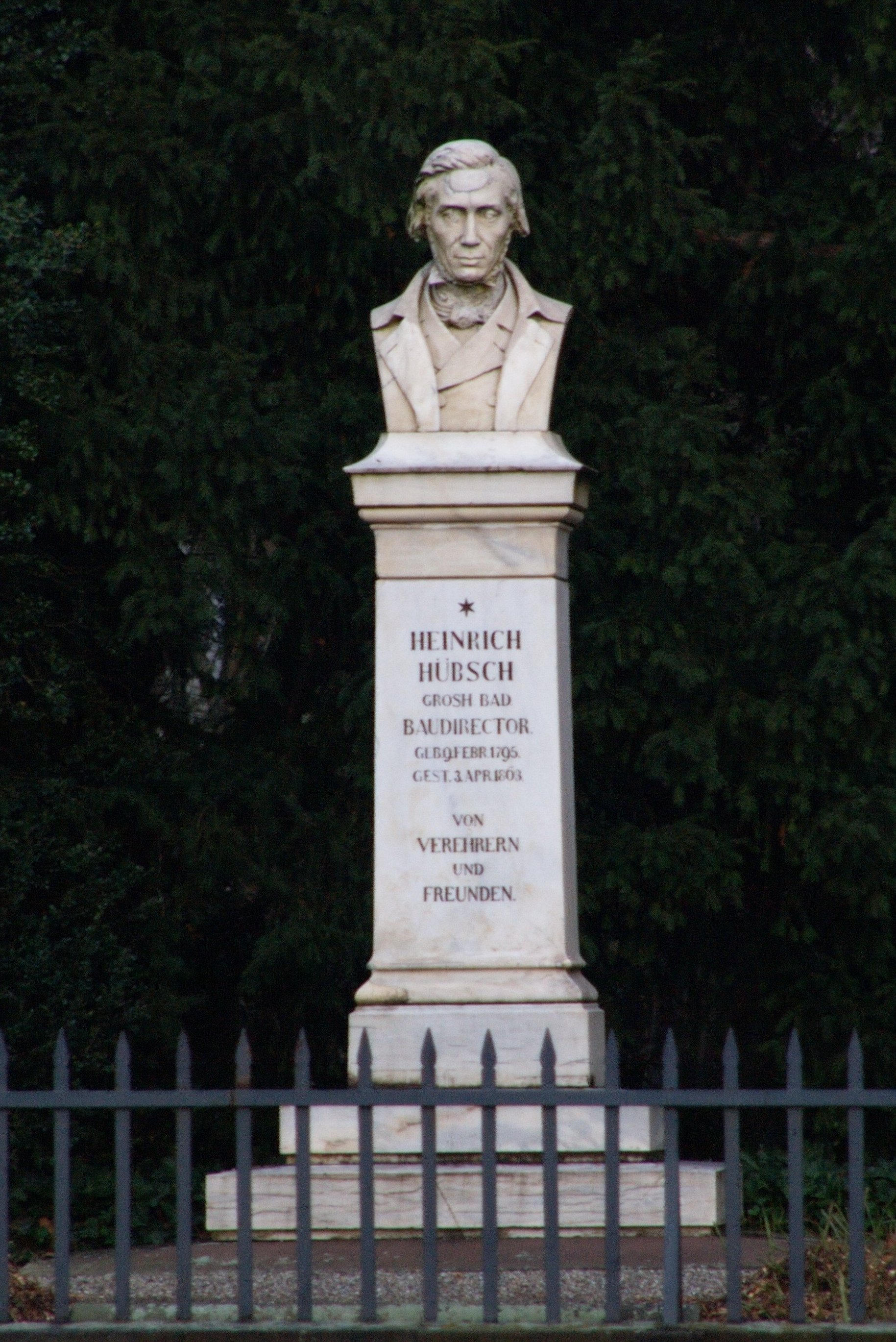
Denkmal für Heinrich Hübsch in Karlsruhe

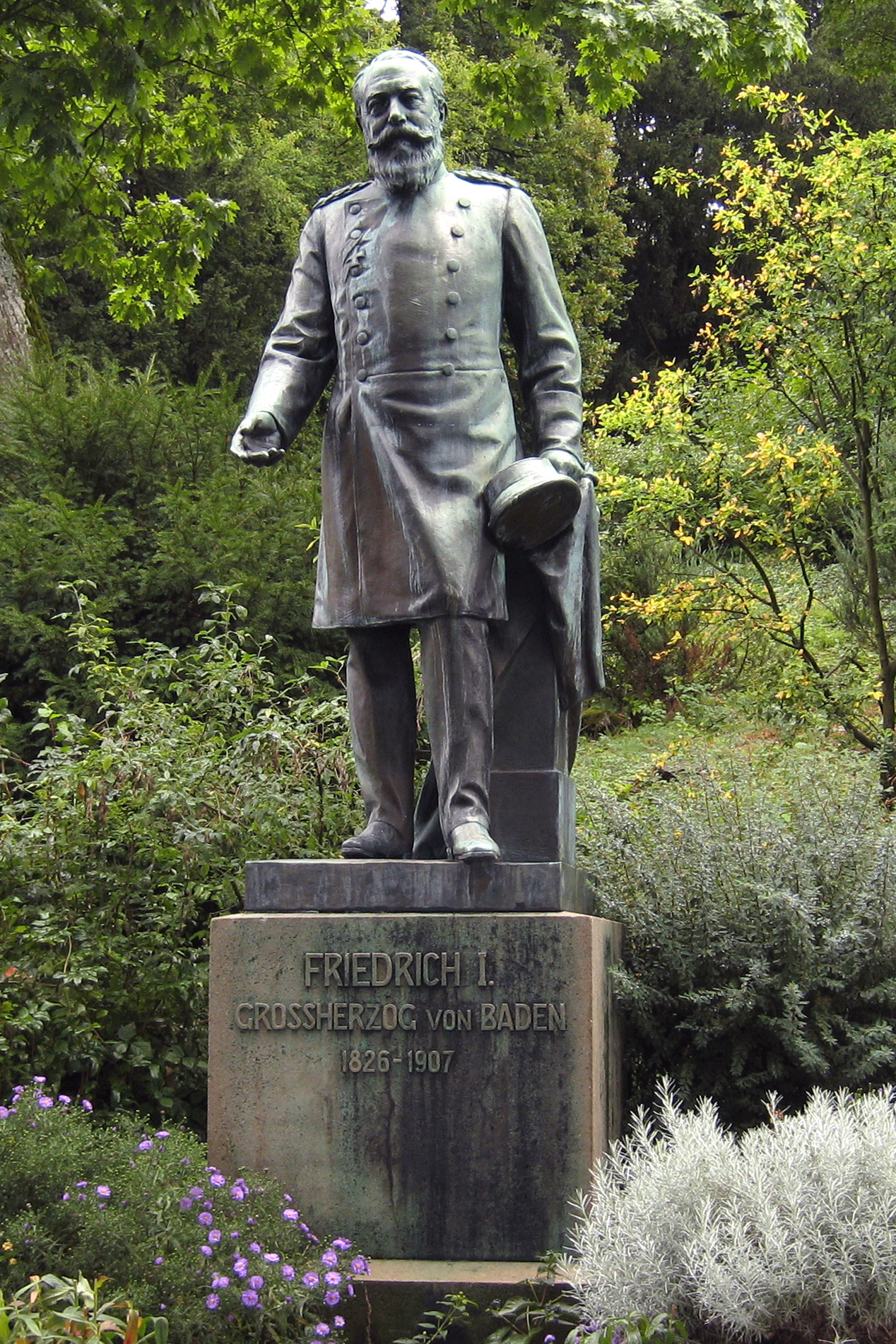
Denkmal für Großherzog Friedrich I. von Baden in Badenweiler

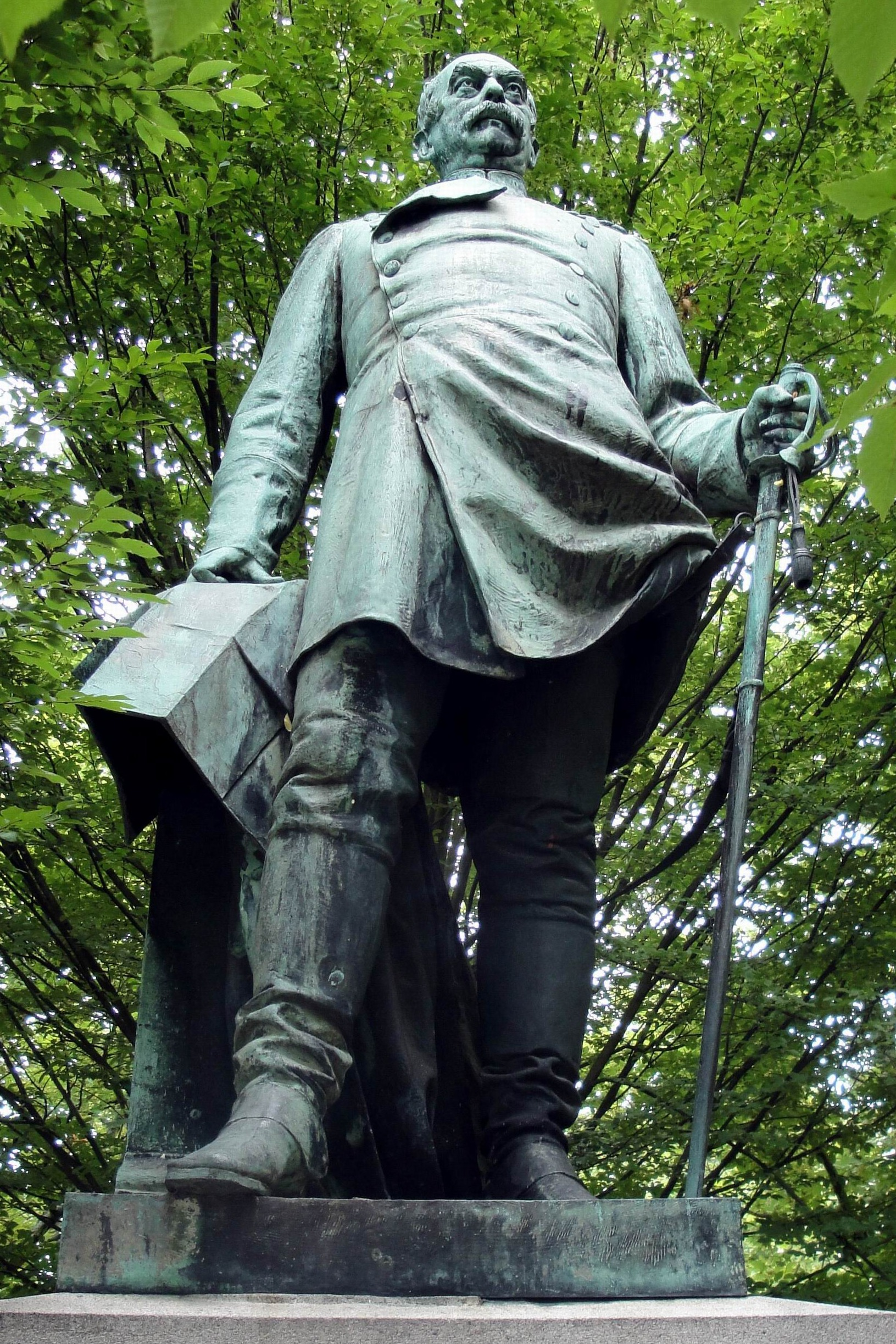
Bismarckdenkmal in Karlsruhe

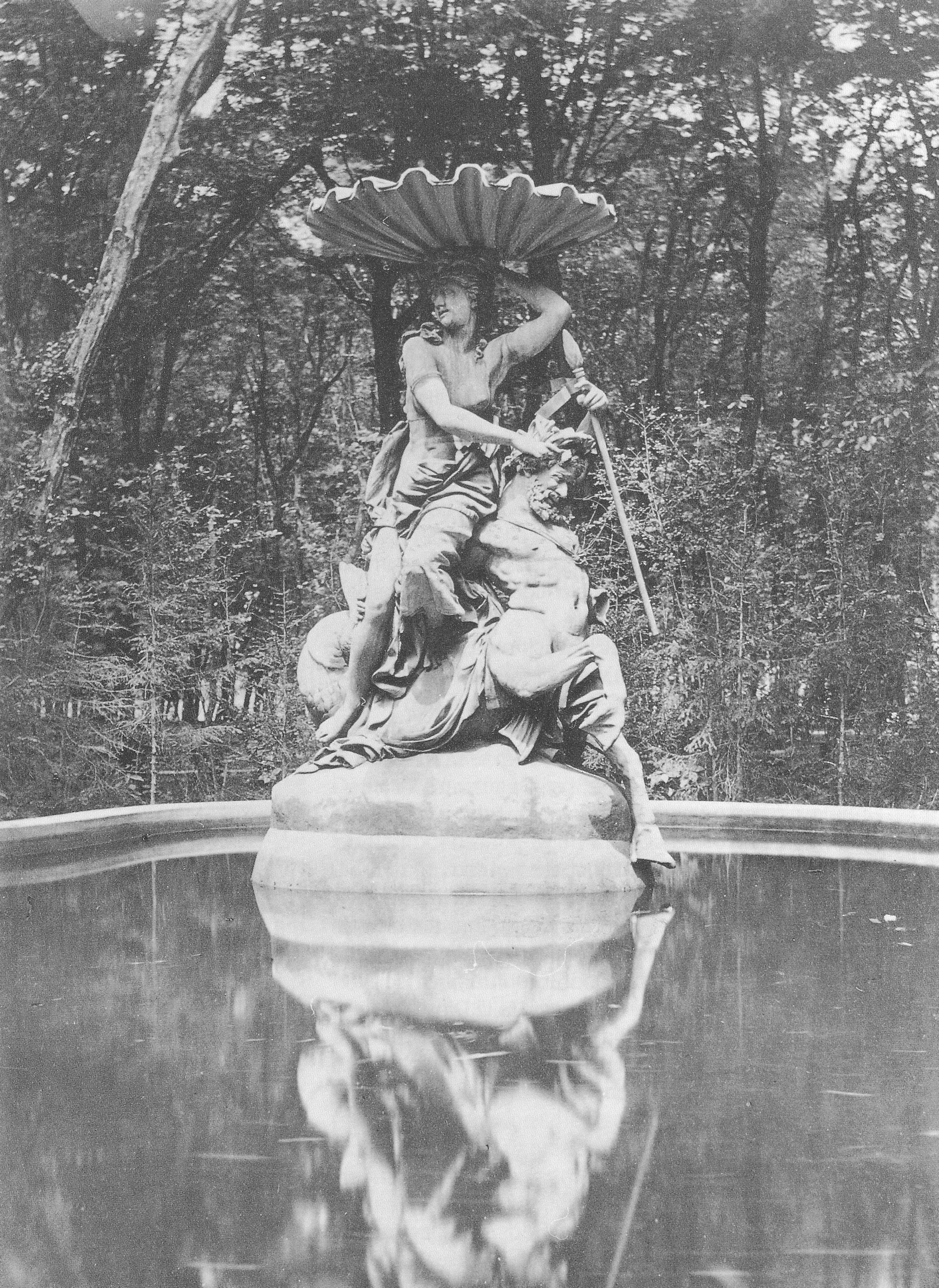
Galatea-Brunnen (vor 1900)

Karl Friedrich Moest oder Carl Friedrich Moest (* 26. März 1838 in Gernsbach, Baden; † 14. August 1923 in Karlsruhe; auch Möst) war ein deutscher Bildhauer. Er war der Vater des Malers Hermann Moest, des Sängers Rudolf Moest und des Schauspielers Friedrich Moest.

## Leben
Moest erlernte bei seinem Vater, einem Büchsenmacher, das Zeichnen, ätzte auch in Kupfer und Stahl, lernte mit dem Grabstichel umzugehen, schuf Intarsien und schnitzte in Holz. In Pforzheim begann er in einer Silberwarenfabrik das Modellieren und Gravieren. Später fertigte er Formen für Verzierungen auf Korken für Weinflaschen. Er arbeitete mehrere Jahre hart, um seine weitere Ausbildung finanzieren zu können. Sein Körper war damit allerdings überfordert und Moest erkrankte an Typhus, zwei Monate nachdem er ins Münchener Polytechnikum eingetreten war. Nachdem er in seiner Geburtsstadt genesen war, begann er am Karlsruher Polytechnikum das Studium von Maschinenbau, Chemie und Architektur. Nach einem halben Jahr entschied Moest sich allerdings für die Kunst. Nun wurde er an der Kunstschule von Adolf des Coudres und Johann Wilhelm Schirmer unterrichtet. Ein weiterer Lehrer Moests war der Bildhauer Hans Baur (1829–1897), der ein privates Atelier im Neubau der Akademie in der Bismarckstraße angemietet hatte und Moest dort zusammen mit Gustav von Kreß unterrichtete.
Moests erste Werke waren Porträtbüsten wie vom Maler August von Bayer (1803–1875) und den Ministern Wilhelm Lamey und Franz von Roggenbach. Sein Lehrer Carl Steinhäuser vermittelte Moest vermutlich den Auftrag, unter seiner Aufsicht ein Denkmal für den 1863 verstorbenen Oberbaudirektor Heinrich Hübsch zu entwerfen. Ab 1863 war er als Zeichenlehrer an der Gewerbeschule tätig. Nachdem er weitere Büsten und die großen Sandsteinkaryatiden für das Rathaus in Mannheim gestaltet hatte, ging er mit einem Reisestipendium 1864 nach Italien und studierte die Meisterwerke Michelangelos, Canovas und Thorwaldsens. Nach seiner Rückkehr folgten zunächst weitere Büsten (Johann Wilhelm Schirmer, Georg Gottfried Gervinus, Wilhelm Lamey (1904 in Mannheim), Fürstin von Wied und das Großherzogenpaar) sowie sein erstes größeres Werk: die Gruppe der Minerva mit Handel und Industrie auf der Eisenbahnbrücke in Mannheim, die ihm einen bedeutenden Namen machte und andere Arbeiten nach sich zog. 1870 beantragte er, nach London reisen zu dürfen, um die antiken Bildwerke und Gipsabgüsse des British Museum sowie das South-Kensington-Museum besuchen zu können.
Am 26. Mai 1868 heiratete Moest in Bruchsal Louise Himmel (* 1. September 1839). Am 5. Dezember kam ihr Sohn Hermann zur Welt. Der Sohn Friedrich war bereits 1867 zur Welt gekommen, sein Bruder Rudolf folgte 1871.
Moest war ab 1867 (ab 1872 als Professor) Lehrer an der Kunstgewerbeschule in Karlsruhe und wohnte in der Bismarckstraße 47. Zudem war er für das Unternehmen Dyckerhoff & Widman tätig, das neben dem Vertrieb von Baumaterialien auch Architekturteile und Plastiken in Zement goss. Das Unternehmen wurde beispielsweise von der Stadt Karlsruhe mit der Herstellung des Galatea-Brunnens beauftragt, den Moest dann ausführte. 1879 schied Moest auf eigenen Wunsch aus der Kunstgewerbeschule aus, da sein Alternativvorschlag der Lohnerhöhung statt Kündigung von Gustav Kachel nicht akzeptiert wurde. Moests Nachfolger wurde Adolf Heer.
Im Jahr 1890 wurde Moest beim Wettbewerb um die Errichtung eines Denkmals für Kaiser Wilhelm I. disqualifiziert, da er sein Modell im falschen Maßstab angefertigt hatte. Er wäre auf Platz drei gelandet, hinter Hermann Volz und Adolf Heer, der es am Ende ausführte. Mehr Glück hatte er zwischen 1900 und 1901 im zweiten Wettbewerb um die Errichtung eines Bismarck-Denkmals in Karlsruhe: Nachdem ein erster solcher Wettbewerb bereits ohne Sieger gescheitert war, wurde Fridolin Dietsche als Sieger der zweiten Konkurrenz beworben, da man den seinen noch als den „relativ besten“ Entwurf bezeichnete. Das Denkmalkomitee entschied sich jedoch später dafür, einen der drei Entwürfe ausführen zu lassen, die Moest eingereicht hatte.

## Werke
Zu den Werken, die Moest nach der Mannheimer Eisenbahnbrücke schuf, gehören die Gruppe des Triumphs der Galatea (Galatea-Brunnen), das Denkmal für die in Mannheim verstorbenen Krieger von 1870/71, allegorische Figuren am Direktionsgebäude der pfälzischen Bahn in Ludwigshafen und als sein Hauptwerk das Siegesdenkmal in Freiburg im Breisgau, sowie das 1879 enthüllte Kriegerdenkmal auf dem Pforzheimer Marktplatz, bestehend aus einem altgermanischen Krieger von herkulischer Gestalt. Letzteres wurde spätestens beim Luftangriff auf Pforzheim zerstört.
In Karlsruhe finden bzw. fanden sich besonders viele seiner Werke, darunter die folgenden:
- Denkmal Ferdinand Redtenbacher am Ehrenhof (1865–1866)
- Denkmal für Heinrich Hübsch im Garten der Staatlichen Kunsthalle (1866–1867); Sockel von Peter Lenz. Finanzierung größtenteils durch private Spenden, darunter Großherzog Friedrich (110 fl.), Ludwig I. (300 fl.) und König Friedrich Wilhelm IV. (99 fl. und 20 k.)[21][22]
- Denkmal für den Karlsruher Sportpädagogen und langjährigen Nachbar Moests[23] Alfred Maul; eingeweiht am 11. April 1911 in Anwesenheit von Friedrich II., Denkmal im Zweiten Weltkrieg eingeschmolzen, Sockel blieb bis in die 1960er Jahre erhalten und ging später (wie vieles andere) bei Auflösung des Bauhofs verloren.
- Relief „Erziehung und Unterricht“ am Lehrerseminar (1868–1869)
- der bereits erwähnte Galatea-Brunnen (1871–1872) existiert in mindestens drei Exemplaren. Eines steht seit 1954 im Garten des Erbgroßherzoglichen Palais (Bundesgerichtshof), ein weiteres seit 1907 in der Robert-Krekel-Anlage in Wiesbaden-Biebrich und ein drittes in einem privaten Garten in Klosterneuburg[24]
- Figuren Hylas und Nymphe am Malsch-Brunnen (1872–1875),[25] zusammen mit dem Architekten Heinrich Lang und dessen Assistenten Otto Warth[14]
- Figurengruppe „Unterricht“ an der Hans-Thoma-Schule (1878–1879)
- Denkmal für Franz Grashof, eingeweiht am 26. Oktober 1896, vermutlich Moest wegen Verbindung zu Redtenbacher gewählt, Büste und Puto 1943 eingeschmolzen, Büste 1960 von Carl Egler (1896–1982) neu geschaffen[26]
- Bismarck-Denkmal heute beim Bismarck-Gymnasium (1900–1904), sämtliche Bronzeteile außer der Statue, darunter eine Genius-Figur im Zweiten Weltkrieg eingeschmolzen[27]
- Denkmal für Jean Becker, Bronzestatue 1886 im Schlossgarten an den Lindenhofunterführungen errichtet,[18] 1945 entfernt.
- Bronzefigur für Grabmal für Friedrich Michelis auf dem Hauptfriedhof Freiburg im Breisgau, Unterbau von Karl Andelfinger (1896)[28]
- Büste von Kaiser Wilhelm I., 1,80 m hoch, zur Feier der Kaiserproklamation auf dem Schlossplatz platziert[29]
- Höhere Bürgerschule: Statuen Theorie und Praxis (1871)[9]
- Formen für die vier Löwenmasken-Wasserspeier des Denkmals für Großherzog Karl Friedrich im Schlossgarten (1872/73); bei Umbau wegen Bundesgartenschau 1967 im Jahr 1964/65 nicht mehr angebracht und mittlerweile verschollen[30]
- Realgymnasium: Figuren Exakte Wissenschaft und Sprache und Geschichte (1875)[9]
- Friedhof: Puttenköpfe am Portal (1876)[9]
- Festhalle Karlsruhe: Hermen-Karyatiden (1877)[9]
- Beteiligung an Ausgestaltung des Stadtgartens vor der Südseite der Festhalle, zusammen mit Rudolf Gleichauf und August Hoerter[31]
- Büste von Großherzog Friedrich I. (1912 in Badenweiler)[32]
- Hauptrelief-Büste des Tulla-Denkmals[5]

## Stil
Moests Gesamtwerk orientiert sich am Spätklassizismus. Die Porträtbüsten ab 1890 sind zudem vom Naturalismus beeinflusst.

## Auszeichnungen
Moest war Ritter des großherzoglich badischen Ordens vom Zähringer Löwen und des königlich preußischen Kronen-Ordens.

## Rezeption
„Denkmäler und ausgezeichnete Bildnisbüsten sind die am meisten anerkannten Schöpfungen des Meisters.“